# Keith Jarrett

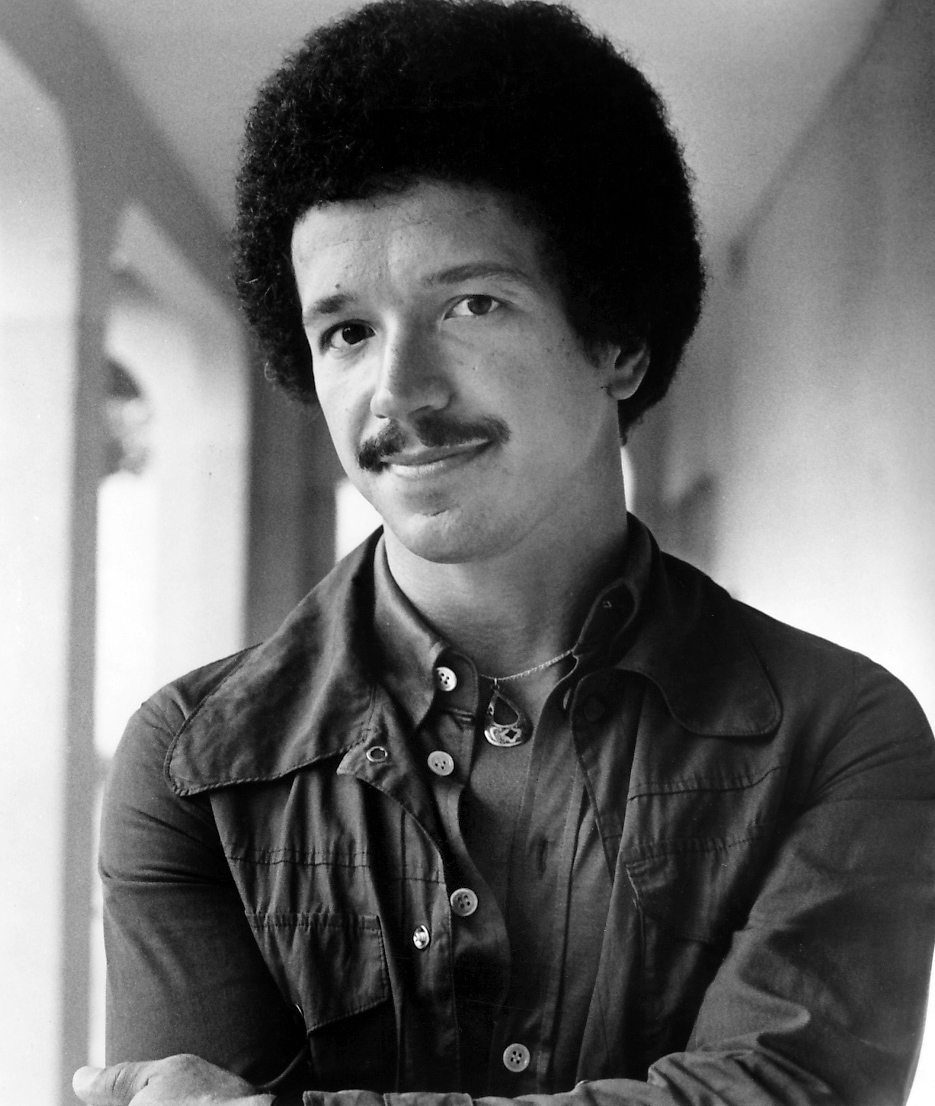
Keith Jarrett (1975)

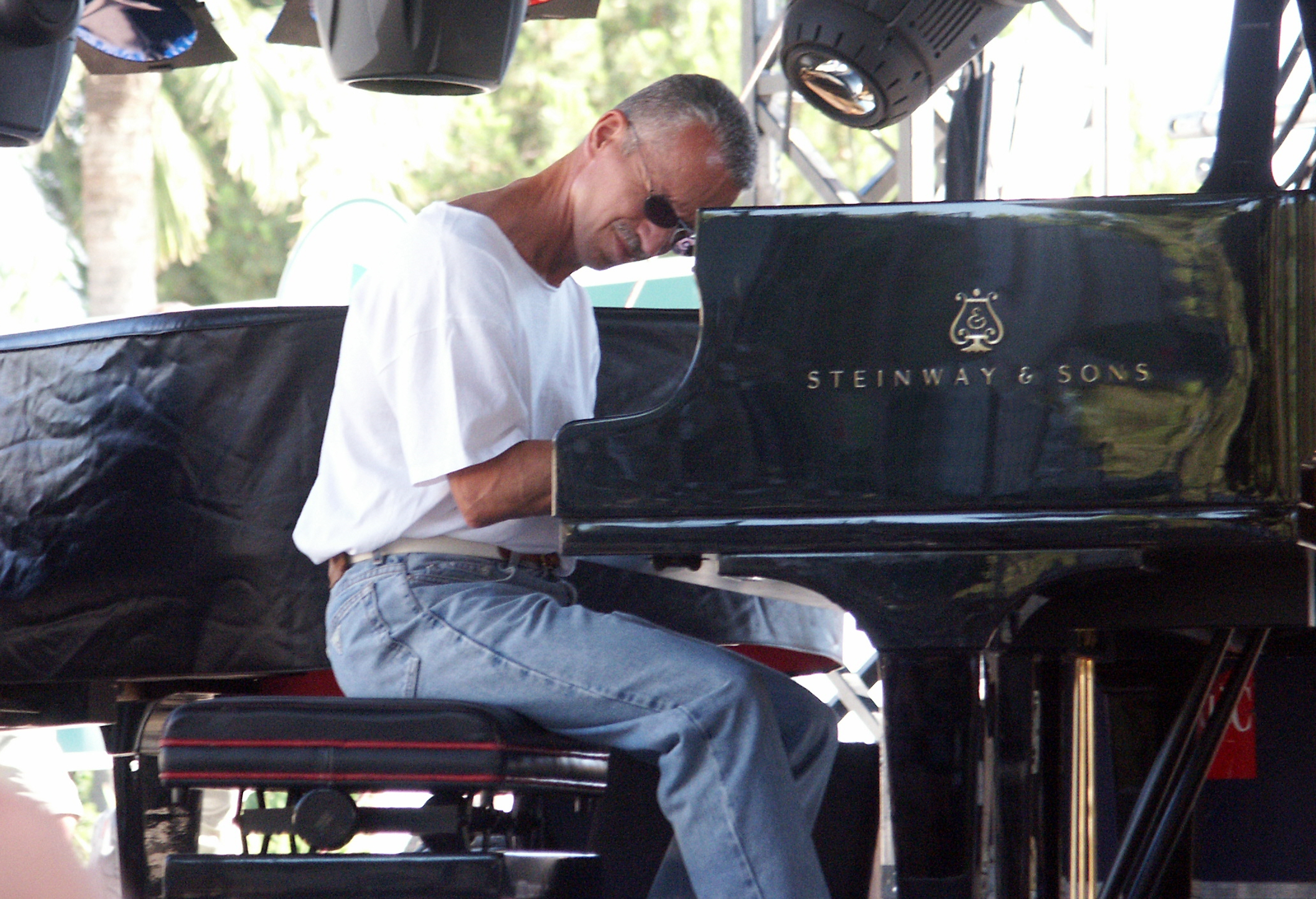
Keith Jarrett in Frankreich (2003)

Keith Jarrett (* 8. Mai 1945 in Allentown, Pennsylvania) ist ein US-amerikanischer Pianist, der überwiegend Jazz, aber auch klassische Musik spielt.
Jarretts Spiel war vor allem in den 1970er Jahren durch weit ausgreifende Soloimprovisationen gekennzeichnet, die in ungewöhnlich umfangreichen Livemitschnitten dokumentiert sind (unter anderem Solo Concerts Bremen/Lausanne, The Köln Concert, Sun Bear Concerts).

## Leben und Werk
Keith Jarrett ist der älteste von fünf Söhnen einer christlich geprägten Familie. Er hatte seit dem dritten Lebensjahr Klavierunterricht und stand als Siebenjähriger zum ersten Mal auf der Bühne. Als „Wunderkind“ spielte er weitere Konzerte. Seine Mutter und er schlugen ein Angebot zur Ausbildung bei Nadia Boulanger in Paris aus. Jarrett verbrachte ein Jahr am Berklee College of Music in Boston, dem er aber – außerordentlich begabt und spieltechnisch versiert – wenig abgewinnen konnte. Schon zuvor begann er als Barpianist seine Laufbahn als Live-Musiker.
Ab 1963 spielte er für längere Zeit mit Art Blakey zusammen. 1966 engagierte ihn der Saxofonist Charles Lloyd für seine Band, mit der er mehrere Europatourneen und auch Auftritte beim Monterey Jazz Festival und im Fillmore West absolvierte. Mitte 1968 gründete er mit dem Bassisten Charlie Haden und dem Schlagzeuger Paul Motian ein eigenes Trio, das er von 1971 bis 1976 um den Saxofonisten Dewey Redman ergänzte, das sogenannte amerikanische Quartett.
Der Durchbruch jedoch gelang Jarrett als Mitglied der Jazzrockformationen von Miles Davis, wo er zwischen 1969 und 1971 vor allem E-Piano und Orgel spielte. Erst im Anschluss trat er auch als Solokünstler auf und spielte Soloplatten ein. Bis zum Jahr 1975 spielte er rund 50 Solo-Konzerte in aller Welt. Aufnahmen wie Solo Concerts Bremen/Lausanne (1974) und The Köln Concert (1975) dokumentieren dies. Die Aufnahmen von fünf Solo-Auftritten in Japan vor 40.000 Zuhörern wurden 1978 unter dem Titel Sun Bear Concerts in einer Kassette mit zehn LPs veröffentlicht.
Ungefähr zur gleichen Zeit brachte ihn sein Produzent Manfred Eicher zu Projekten wie seinem sogenannten europäischen Quartett mit dem Saxofonisten Jan Garbarek und der aus Palle Danielsson und Jon Christensen bestehenden Rhythmusgruppe (Belonging, 1974, My Song, 1978). Während der frühen 1970er Jahre arbeitete Jarrett aber auch mit anderen Musikern wie Freddie Hubbard, Airto Moreira, Kenny Wheeler (Gnu High, 1975) und Charlie Haden (Closeness) zusammen.
Neben den Aktivitäten im Konzertsaal begann Jarrett auch, sich für klassische Musik und im Jazz unübliche Instrumente zu interessieren. Die Alben Hymns, Spheres (1976) und Invocations – Moth and the Flame (1979) entstanden an der Riepp-Kirchenorgel in Ottobeuren, die Aufnahme In the Light brachte ihn 1973 mit dem Südfunk-Sinfonieorchester zusammen, Book of Ways (1986) präsentierte ihn am Clavichord; die während der folgenden Jahre entstandenen, mehrfach preisgekrönten, bei der Kritik umstrittenen Einspielungen von Johann Sebastian Bachs Goldberg-Variationen (1989) und seines Wohltemperierten Klaviers (1987/90) spielte er zum Teil auf dem Cembalo. Bis Ende der 1990er Jahre erschienen bei ECM Records weitere Einspielungen mit Werken von Händel und Mozart.
Zu Beginn der 1980er Jahre, nach einer ersten großen persönlichen Krise, belebte er mit der 1983 einsetzenden Serie von Standards-Einspielungen das Broadway- und Tin-Pan-Alley-Repertoire wieder und gab im Trio mit Gary Peacock am Kontrabass und Jack DeJohnette am Schlagzeug auch dem Klaviertrio-Format neue Impulse. Seitdem folgten zahlreiche, überwiegend live aufgenommene Einspielungen dieser Gruppe, wobei die Schallplattenfirma allerdings auf eine abwechselnde Veröffentlichung mit Solo-Darbietungen (aus Paris 1988, Wien 1991 und Mailand 1995) achtete.
Jarrett litt ab 1996 für drei Jahre am Chronischen Fatigue-Syndrom. Noch während der Krankheitsphase nahm er 1998 das Solo-Album The Melody at Night, with You auf, das zunächst nur ein privates Weihnachtsgeschenk für seine zweite Frau Rose Anne war. In einem Interview äußerte Jarrett, jedes Solokonzert sei für ihn etwas ganz Besonderes, weil ihm diese Krankheit klargemacht habe, dass jedes Konzert sein letztes sein könnte. Das höre man auch seiner Musik an. Er gebe sich sichtlich Mühe, bei seinen neuen Konzerten vollkommen zu spielen und nicht mehr „einfach drauflos“ wie bei seinen berühmten Aufnahmen.
Außerdem setzte er seine internationale Konzerttätigkeit mit seinem Trio fort. Zu seinen wichtigsten Aufnahmen der neuesten Zeit gehören Always Let Me Go (2001), Up for It (2002), die Solo-Doppel-CD Radiance (2005) und Munich 2016.
Die Musik von Keith Jarrett ist, wie er in einem Fernsehinterview 2005 berichtete, geprägt durch die Philosophie und Lehre Georges I. Gurdjieffs, dessen Sacred Hymns (ECM) er bereits 1980 veröffentlichte, sowie durch die Beschäftigung mit verschiedenen außermusikalischen Themenbereichen.
Keith Jarrett gab im Oktober 2020 Gesundheitsprobleme bekannt; so habe er 2018 zwei Schlaganfälle erlitten, seine linke Körperhälfte sei immer noch teilweise gelähmt. Daher werde er vermutlich nie mehr live auftreten und ebenso wenig Klavier spielen können, zumindest nicht auf dem Niveau, auf dem er spielen möchte. In einem Gespräch, das der Youtuber Rick Beato im Februar 2023 veröffentlichte, sitzt er in seinem Haus am Flügel und spielt unter anderem Desafinado allein mit der rechten Hand. Beim Anhören eines virtuosen Ausschnitts aus einem Solokonzert scherzt er: „Ja, damals hatte ich noch mehr Hände.“

## Wirkung
Keith Jarrett gehört zu den erfolgreichsten und stilprägenden Musikern der vergangenen fünf Jahrzehnte und hat vor allem durch seine frühen Solo-Konzerte maßgeblich die Vorstellung vieler Menschen von zeitgenössischer Improvisation beeinflusst. Dabei baute er ein leicht verständliches, transparentes Prinzip des freien Flusses motivisch geprägter Improvisationen aus und kultivierte es. Ueli Bernays schrieb in der NZZ, dass Jarretts physische Performance in das Setting der Rockkultur passte, die in übertriebenen körperlichen Gesten die orgiastische Wirkung der Musik unterstrich.
Der große Durchbruch kam 1975 schlagartig mit der Veröffentlichung seines legendären, eigentlich unter unglücklichen Umständen stattfindenden Konzerts in Köln, das von der damals achtzehnjährigen Konzertveranstalterin Vera Brandes organisiert wurde. Bei Kritikern und beim Publikum war das Köln Concert ein großer Erfolg. Die Platte bekam den Preis der Deutschen Phono-Akademie und wurde vom Time Magazine zu einer der „Records of the Year“ gewählt. Die Verkaufszahlen liegen bei rund 3,5 Millionen verkaufter CDs und Schallplatten. Die Platte mit ihrem markanten weißen Cover war in vielen Haushalten zu sehen und „zierte die Plattenschränke jener Zeit wie die Poster von Che Guevara in Studentenbuden ein Jahrzehnt zuvor.“ Sie ist nach wie vor Jarretts bekannteste Plattenaufnahme. Die Ereignisse um das Konzert wurden 2025 in einem Spielfilm nacherzählt. Köln 75 ist ein deutsch-polnisch-belgischer Spielfilm unter der Regie von Ido Fluk und feierte im Februar 2025 auf der Berlinale seine Weltpremiere in der Sektion Berlinale Special Gala.

## Auszeichnungen
2002 wurde Jarrett in die American Academy of Arts and Sciences gewählt. 2003 erhielt er den Polar Music Prize, 2004 wurde er mit dem Léonie-Sonning-Musikpreis ausgezeichnet. 2008 wurde er in die Down Beat Hall of Fame aufgenommen. 2014 erhielt er mit der NEA Jazz Masters Fellowship die höchste amerikanische Auszeichnung für Jazzmusiker.

## Privates
Jarrett hat vier jüngere Brüder, von denen zwei Musiker sind; Chris Jarrett ist gleichfalls Pianist und lebt in Deutschland. Sein Bruder Scott Jarrett ist als Singer-Songwriter und Produzent tätig.
1964 heiratete Jarrett Margot Erney, eine High-School-Freundin aus Emmaus, Pennsylvania, mit der er in Boston zusammen war. Das Paar hat zwei Söhne, Gabriel und Noah. Die Ehe wurde im Jahr 1979 geschieden. Von 1980 bis 2010 war er mit Rose Anne (geb. Colavito) verheiratet. Seitdem ist die Japanerin Akiko seine Frau.
Jarrett lebt in New Jersey, in einem Bauernhaus aus dem 18. Jahrhundert in Oxford Township im ländlichen Warren County. Er nutzte eine umgebaute Scheune auf seinem Grundstück als Übungsraum und Aufnahmestudio.
Von den Söhnen aus seiner ersten Ehe ist Noah Jarrett Bassist und Komponist und Gabriel Schlagzeuger.

## Diskografie
Unter dem ECM-Label wurden über 80 Alben des Pianisten veröffentlicht. Zusätzlich hat er einige Aufnahmen des klassischen Repertoires herausgegeben. Hier sind vor allem die Einspielungen der Goldberg-Variationen und des Wohltemperierten Klaviers von Johann Sebastian Bach zu erwähnen sowie die Solo-Suiten für Cembalo von Georg Friedrich Händel und auch die 24 Präludien und Fugen von Dmitri Schostakowitsch. Außerdem wirkte Keith Jarrett als Pianist bei Produktionen anderer Musiker wie Miles Davis (Live-Evil, Miles At Fillmore), Jan Garbarek oder Kenny Wheeler mit.
Neben den berühmten Solokonzerten, bei denen er (mit Ausnahme der Zugaben) ausschließlich improvisierte, ist sein Jazztrio mit Gary Peacock am Bass und Jack DeJohnette am Schlagzeug sehr bekannt. Die Zusammenarbeit begann mit den Aufnahmen zu den Standards-Alben. Auf jüngeren Live-Aufnahmen versuchte sich das Trio in der freien Improvisation, während auf älteren Alben die Interpretation von Jazz-Standards betont wird.
Beachtung verdienen auch die vor allem in den 1970er Jahren entstandenen Werke, die er mit seinen beiden Quartetten, dem europäischen und dem amerikanischen, aufgenommen hat.
Keith Jarrett spielt neben Klavier auf manchen Aufnahmen auch Orgel, Flöte oder Saxophon.
- Hamburg ’72 (mit Charlie Haden und Paul Motian), 1972, ECM 2014
- Solo Concerts Bremen/Lausanne, ECM 1973 (solo)
- Treasure Island (mit Dewey Redman, Haden, Motian, sowie Sam Brown, Danny Johnson, Guilherme Franco) Impulse 1974
- Belonging (mit Jan Garbarek, Palle Danielsson, Jon Christensen), ECM 1974
- The Köln Concert, ECM 1975 (solo)
- The Survivors’ Suite (mit Dewey Redman, Charlie Haden, Paul Motian), ECM 1976
- Tales of Another (als „Sideman“; mit Gary Peacock und Jack DeJohnette), ECM 1977
- Standards, Vol. 2 (mit Gary Peacock und Jack DeJohnette), ECM 1983
- Bye Bye Blackbird (mit Gary Peacock und Jack DeJohnette), ECM 1993
- Jasmine (Duo mit Charlie Haden), ECM 2010
- Last Dance (Duo mit Charlie Haden), ECM 2014, erschienen drei Wochen vor Hadens Tod[12]
- Creation, ECM 2015 (solo)
- A Multitude of Angels (Die letzten Aufnahmen vom Oktober 1996 aus Italien, bevor ihn das Chronische Fatigue-Syndrom zu einer längeren Pause zwang), ECM 2016 (solo)
- Budapest Concert, ECM 2020 (solo, rec. 2016)
- Bordeaux Concert, ECM 2022 (solo, rec. 2016)[13]
- The Old Country: More from the Deer Head Inn, ECM 2024 (mit Gary Peacock und Paul Motian, rec. 1992)
- New Vienna, ECM, 2025, solo

Studioalben

| Jahr | Titel                                                                                                | Höchstplatzierung, Gesamtwochen, AuszeichnungChartplatzierungen (Jahr, Titel, Platzierungen, Wochen, Auszeichnungen, Anmerkungen) | Höchstplatzierung, Gesamtwochen, AuszeichnungChartplatzierungen (Jahr, Titel, Platzierungen, Wochen, Auszeichnungen, Anmerkungen) | Höchstplatzierung, Gesamtwochen, AuszeichnungChartplatzierungen (Jahr, Titel, Platzierungen, Wochen, Auszeichnungen, Anmerkungen) | Höchstplatzierung, Gesamtwochen, AuszeichnungChartplatzierungen (Jahr, Titel, Platzierungen, Wochen, Auszeichnungen, Anmerkungen) | Anmerkungen                                  |
| Jahr | Titel                                                                                                | DE | AT | CH | US | Anmerkungen                                  |
| ---- | --- | --- | --- | --- | --- | -------------------------------------------- |
| 1975 | El Juicio (the Judgement)                                                                            | — | — | — | US160 (5 Wo.)US |                                              |
| 1975 | The Köln Concert                                                                                     | DE31 (5 Wo.)DE | AT25 (2 Wo.)AT | CH10 (8 Wo.)CH | — | Charteinstieg AT/CH: 2021                    |
| 1976 | Arbour Zena                                                                                          | — | — | — | US179 (3 Wo.)US |                                              |
| 1976 | Mysteries                                                                                            | — | — | — | US184 (2 Wo.)US |                                              |
| 1976 | In the Light                                                                                         | — | — | — | US195 (1 Wo.)US |                                              |
| 1977 | Byablue                                                                                              | — | — | — | US117 (6 Wo.)US |                                              |
| 1977 | Staircase/Hourglass/Sundial/Sand                                                                     | — | — | — | US141 (12 Wo.)US |                                              |
| 1977 | Shades                                                                                               | — | — | — | US174 (4 Wo.)US |                                              |
| 1978 | My Song                                                                                              | — | — | — | US174 (2 Wo.)US |                                              |
| 1997 | La Scala                                                                                             | DE74 (2 Wo.)DE | — | CH27 (7 Wo.)CH | — |                                              |
| 1999 | The Melody at Night, with You                                                                        | DE31 (16 Wo.)DE | — | CH15 (4 Wo.)CH | — |                                              |
| 2004 | The Out-of-Towners                                                                                   | DE88 (1 Wo.)DE | — | — | — | mit Gary Peacock und Jack DeJohnette         |
| 2005 | Radiance                                                                                             | DE62 (4 Wo.)DE | AT47 (4 Wo.)AT | CH42 (6 Wo.)CH | — |                                              |
| 2006 | The Carnegie Hall Concert                                                                            | DE87 (3 Wo.)DE | — | — | — |                                              |
| 2007 | My Foolish Heart – Live at Montreux                                                                  | DE65 (3 Wo.)DE | — | — | — | mit Gary Peacock und Jack DeJohnette         |
| 2009 | Yesterdays                                                                                           | DE88 (2 Wo.)DE | — | — | — | mit Gary Peacock und Jack DeJohnette         |
| 2009 | Paris / London – Testament                                                                           | DE55 (3 Wo.)DE | — | CH58 (3 Wo.)CH | — |                                              |
| 2010 | Jasmine                                                                                              | DE23 (9 Wo.)DE | AT26 (5 Wo.)AT | CH40 (9 Wo.)CH | US75 (2 Wo.)US | mit Charlie Haden                            |
| 2011 | Rio                                                                                                  | DE43 (6 Wo.)DE | AT58 (2 Wo.)AT | CH64 (1 Wo.)CH | — |                                              |
| 2013 | Somewhere                                                                                            | DE62 (1 Wo.)DE | AT62 (1 Wo.)AT | — | US177 (1 Wo.)US | mit Gary Peacock und Jack DeJohnette         |
| 2014 | Last Dance                                                                                           | DE21 Platin (German Jazz Award) · (11 Wo.)DE                                                                                      | AT31 (3 Wo.)AT | CH30 (10 Wo.)CH | US94 (1 Wo.)US | mit Charlie Haden                            |
| 2014 | Hamburg ’72                                                                                          | DE81 (1 Wo.)DE | — | — | — | mit Charlie Haden und Paul Motian            |
| 2015 | Creation                                                                                             | DE26 (2 Wo.)DE | AT50 (1 Wo.)AT | CH39 (3 Wo.)CH | — |                                              |
| 2015 | Samuel Barber: Piano Concerto op. 38 – Béla Bartók: Piano Concerto No. 3 – Keith Jarrett: Tokyo Enco | DE93 (1 Wo.)DE | — | — | — |                                              |
| 2016 | A Multitude of Angels                                                                                | DE49 (3 Wo.)DE | — | CH50 (3 Wo.)CH | — | aufgenommen 1996                             |
| 2018 | After the Fall                                                                                       | DE35 (3 Wo.)DE | AT31 (2 Wo.)AT | CH32 (5 Wo.)CH | — | mit Gary Peacock und Jack DeJohnette         |
| 2018 | La Fenice                                                                                            | DE18 (2 Wo.)DE | AT50 (1 Wo.)AT | CH9 (3 Wo.)CH | — |                                              |
| 2019 | Munich 2016                                                                                          | DE50 (3 Wo.)DE | — | CH45 (3 Wo.)CH | — |                                              |
| 2020 | Budapest Concert                                                                                     | DE16 (8 Wo.)DE | AT45 (1 Wo.)AT | CH11 (13 Wo.)CH | — |                                              |
| 2021 | Sun Bear Concerts                                                                                    | DE94 (1 Wo.)DE | — | — | — | aufgenommen 1976, als LP-Box erschienen 1978 |
| 2022 | Bordeaux Concert                                                                                     | DE49 (1 Wo.)DE | — | CH40 (5 Wo.)CH | — |                                              |
| 2023 | Carl Philipp Emanuel Bach                                                                            | DE73 (2 Wo.)DE | — | CH47 (1 Wo.)CH | — |                                              |
| 2024 | The Old Country                                                                                      | — | — | CH59 (1 Wo.)CH | — | mit Gary Peacock & Paul Motian               |
| 2025 | New Vienna - At The Musikverein, 2016                                                                | — | AT33 (1 Wo.)AT | CH70 (1 Wo.)CH | — |                                              |

grau schraffiert: keine Chartdaten aus diesem Jahr verfügbar

## Audiovisuelle Dokumentation
- Keith Jarrett – Der amerikanische Jazzpianist im Porträt. 2007, 30 Minuten, Buch und Regie: Frank Zervos und Ekkehard Wetzel, Produktion: ZDFdokukanal
- DVD „Standards I / II“ Recorded Live 1985 und 1986 in Tokyo. 22 Standards auf 2 DVDs. 210 Minuten. Color 4:3. ECM Records 2008